# A-36俯衝轟炸機
A-36是由北美航空的P-51A野馬式戰鬥機發展出來的攻擊機，它有「阿帕奇」和「入侵者」兩個綽號。

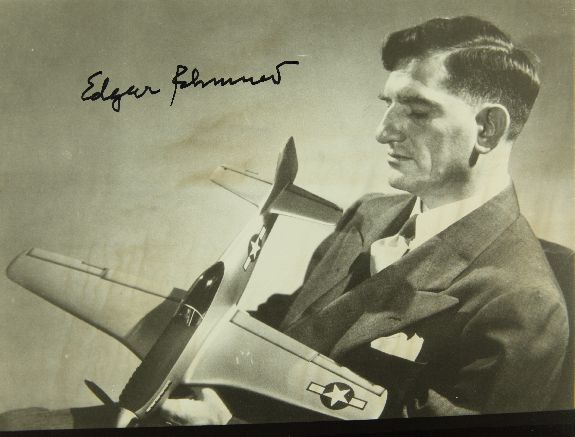
艾德格.舒麥德是P-51和A-36的主設計師，他被稱為美國的俯衝轟炸機之父

## 基本資料
- 機長: 9.83米
- 翼展: 11.3米
- 機高: 3.71米
- 空重: 2,780公斤
- 載重: 4,570公斤
- 發動機: 一具艾力森V-1710-87水冷式發動機(1,325匹馬力)
- 最快時速: 565公里/小時
- 航程: 870公里
- 武裝: 機首與機翼兩側各有2挺12.7毫米口徑M2重機槍，而機翼兩側各可以掛一枚225公斤（500磅）炸彈

## 發展簡史

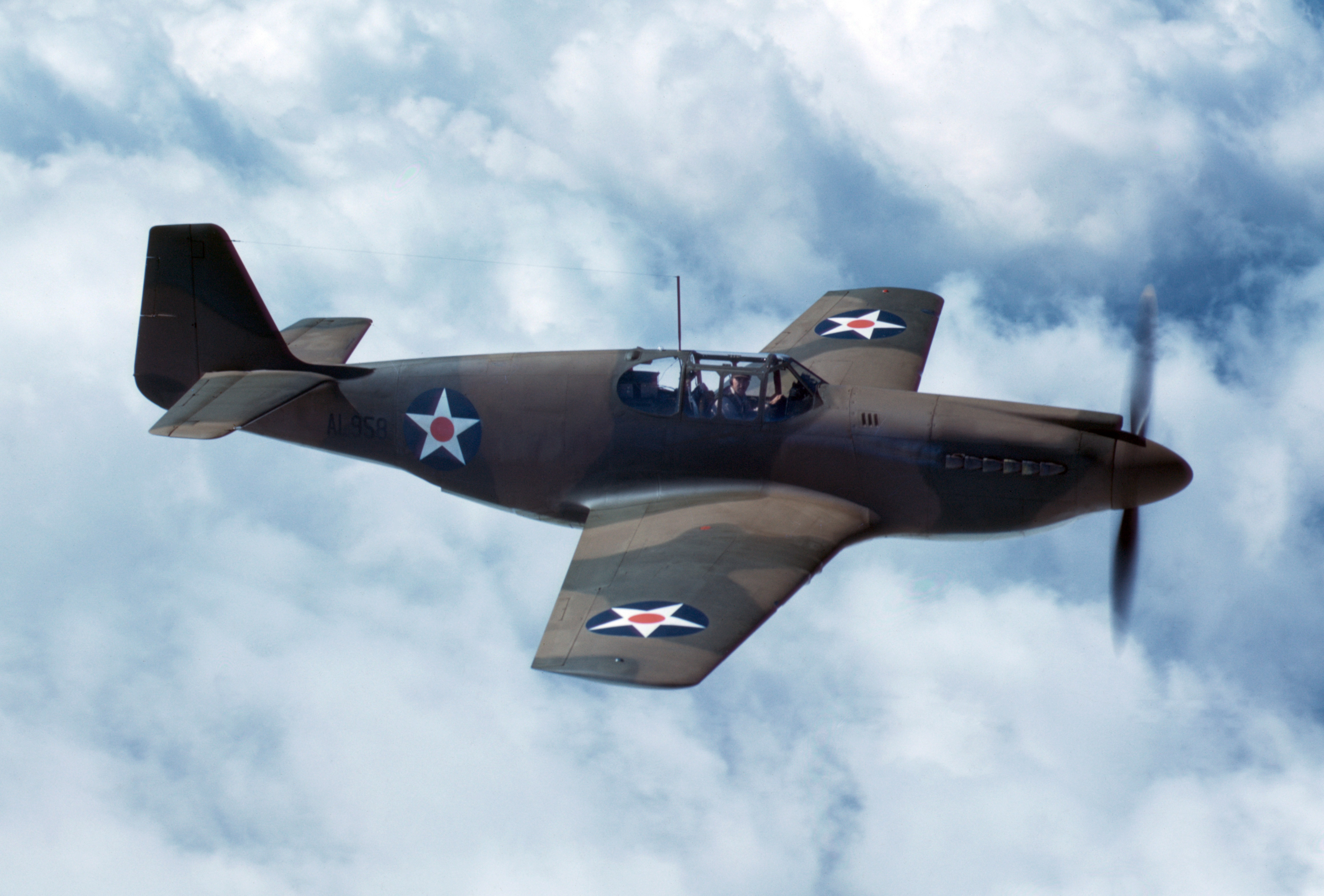
P-51A野馬式戰鬥機，A-36經常都被誤會是野馬，原因是兩者外觀極為相似

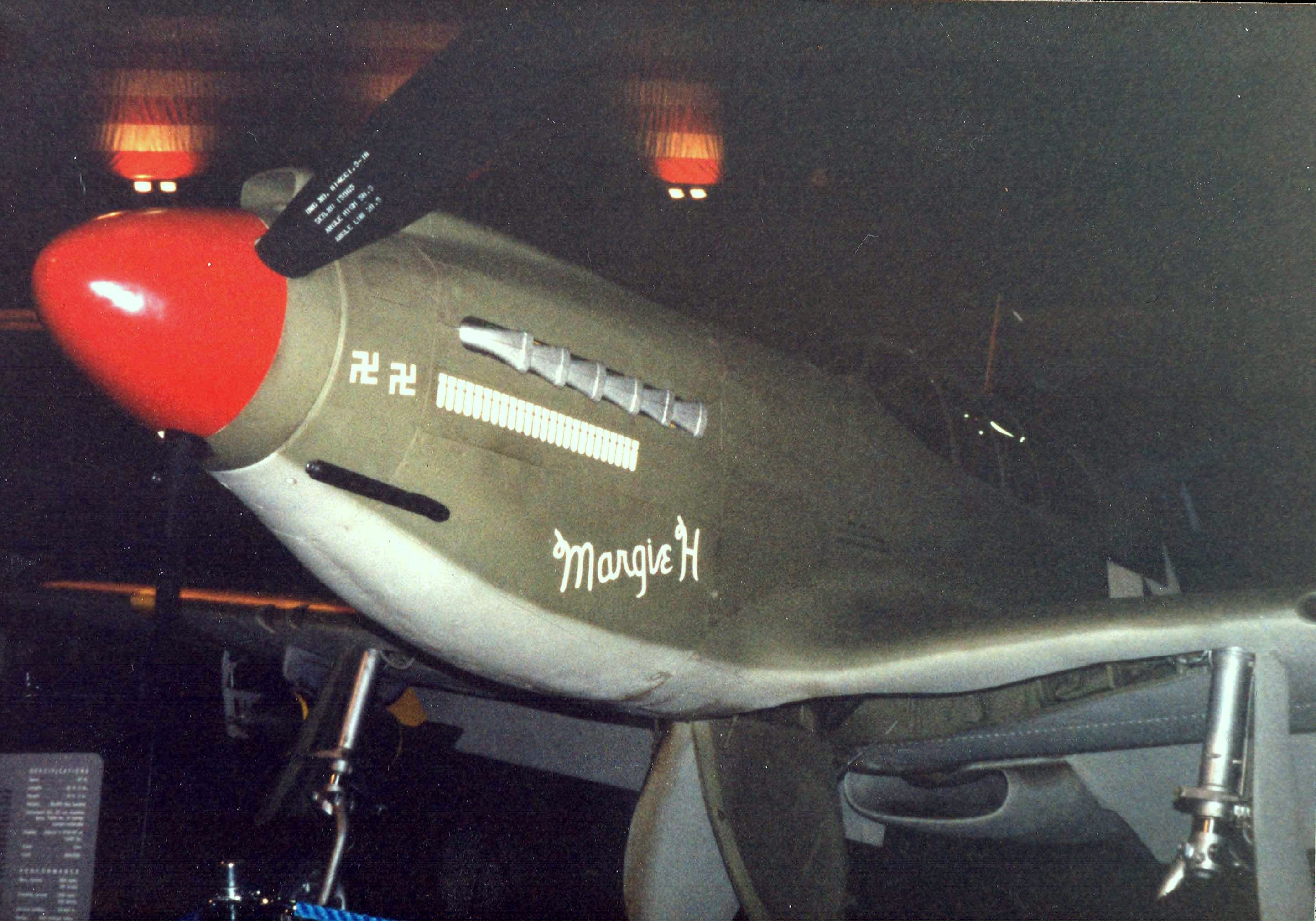
A-36機首大特寫，其機首凸出來的機槍槍管是它和P-51A其中一個不同的外貌特徵，因為P-51A的機槍全部裝設在機翼上

A-36俯衝轟炸機是由於初期型P-51A所使用的美製艾力森V-1710-87水冷式發動機高空性能不佳（只有一級一速增壓器），而使得P-51A被英軍（在西北歐戰區）與美軍（在地中海戰區）專用於超低空戰術任務(離地10至20米高度)戰術任務，P-51A在低高度以下時擁有相當傑出的飛行表現，而當時盟軍也發現需要一款能勝任對地攻擊用的俯衝轟炸機機種，即類似德軍的Ju 87斯圖卡(儘管當時美國海軍/海軍陸戰隊已有SBD無畏式俯衝轟炸機，實際上美國陸軍也採用同型機種，制式編號為A-24型，但其性能被認為在西北歐戰場無法在遭遇德意空軍戰鬥機時自保)，因此便開發出A-36，A-36和P-51A較不同的外貌特徵包括:
- 機頭（下方）有凸出於機身的兩挺.50機槍槍管（實際上在前線運用時，因該處靠近引擎而導致維護困難，故常被拆掉以減輕重量）
- 機翼後緣的上下分离式欄柵狀氣動减速板由液壓推動，令A-36可作接近90度角俯衝

## 實戰
A-36俯衝轟炸機的對地攻擊戰術是首先在離地大約914米高度打開減速板，以467公里/小時至483公里/小時的速度向下俯衝，至457米高度瞄準目標並投彈，A-36除了對敵人俯衝轟炸還用其六枝重機槍低飛掃射，實戰證明A-36是一種準確又致命的俯衝轟炸機，雖然其艾力森V-1710-87水冷式發動機高空性能不佳，但因為其發出的噪音不大而被德軍稱它為「低語死神」，以下是A-36在實戰的經過:

### 北非/地中海
1943年6月，A-36俯衝轟炸機首先被派往北非突尼西亞，美國陸軍航空隊第27和第86戰鬥轟炸機大隊把A-36部署在突尼西亞剛攻下的機場並隨即用於進攻在地中海的潘特勒里亞島，該島在月底就被攻下，A-36也隨即進駐島上的機場以進一步進攻西西里島，西西里島戰役在7月10日開始，A-36大舉出動去轟炸島上德軍和意大利軍，尤其攻擊他們的火車和貨車以癱瘓其後勤補給，到了8月底，西西里島戰役結束，盟軍再要進攻意大利本土。

### 歐洲戰區
1943年9月3日，盟軍發動安齊奧登陸戰，開始進攻意大利本土，A-36俯衝轟炸機也出動轟炸在安齊奧灘頭的德國和意大利守軍，守軍的防空炮火很猛烈並且把A-36打得遍體鱗傷，但A-36的機體結構堅固，即使被打到千瘡百孔但很多仍能載著飛行員飛回基地，而在灘頭上空，A-36也遇上德國空軍戰鬥機但證明A-36比它們飛得更快也更靈活，於是一場空戰之後，A-36擊落超過12架德機而自己祇失去一架，之後，再有三隊德軍裝甲部隊趕來但都被A-36消滅，而在對地攻擊行動當中，有一架A-36用機槍掃射一隊德軍貨車時突然發生大爆炸，此架A-36當場被炸毀，原來是射中一輛滿載炸藥的貨車。
除了對地攻擊和打空戰，A-36也曾向一隊被圍困的美軍傘兵空投彈藥和糧食。參加意大利戰場的A-36後來在1944年年初被P-47戰鬥機取代。

### 中緬印戰區
1943年美國陸軍第十航空隊的311大隊的A-36俯衝轟炸機和P-51A野馬式戰鬥機一起進駐中緬印戰區，它們被分成三隊並分別部署在雅魯藏布江谷地的三個空軍基地，同年10月16日，8架A-36首次出擊轟炸在緬甸北部的珊普拉曼鎮，而從此A-36都在P-51A的護航之下攻擊在緬甸的日軍地面目標，例如:轟炸日軍交通補給路線和在八莫和密支那的日軍機場，目的是要支援正在地面上進攻日軍的中國遠征軍和美軍麥瑞爾突擊隊。
1944年3月8日，中美聯軍在A-36的空中火力支援之下攻下日軍密支那機場。

## 使用國家

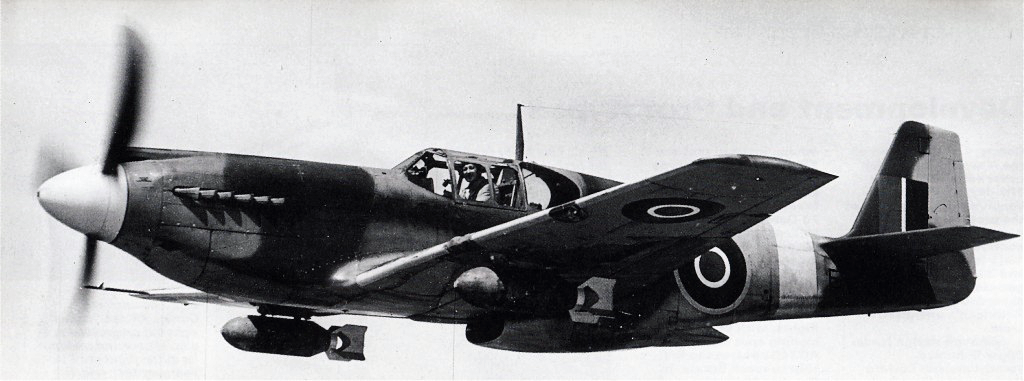
英軍的A-36俯衝轟炸機

- 美国
- 英国